# 모세
모세(히브리어: מֹשֶׁה, 영어: Moses, Moshe, Edvart, Rabbeinu)는 유대교에서 가장 중요하게 여기는 예언자이며, 아브라함 종교인 기독교의 위대한 예언자 중 하나이다. 구약성서의 출애굽기, 레위기, 민수기, 신명기에 등장하는 예언자이며, 이스라엘 민족의 지도자이다. '모세'는 이집트 파라오의 딸이 지어준 이름이라고 한다.
출애굽기에 의하면 모세는 이집트에서 노예생활을 하던 소수 민족인 히브리인의 인구가 급증하던 때 태어났다. 이집트의 파라오는 히브리인의 수가 너무 많아져 그들이 이집트의 적들과 동맹을 맺을 것을 염려했다. 모세의 어머니였던 히브리 여인 요게벳은 파라오 이스라엘 자손의 인구를 줄이기 위해 갓 태어난 히브리인 소년들을 모두 죽이라고 명령하자 모세를 나일강에 흘려보낸다. 나일강에서 목욕을 하던 파라오의 딸이 떠내려오던 모세를 발견해 입양하여 모세는 이집트 왕실에서 자랐다. 장성한 모세는 히브리인 노예를 때리던 이집트인을 죽인 뒤 홍해를 건너 미디안으로 도망쳤는데, 호렙산의 불타는 떨기나무 속에서 야훼의 천사와 야훼의 음성을 들었다.
야훼는 모세에게 파라오에게 가서 이스라엘 자손을 노예에서 해방시킬 것을 요구하라고 명령한다. 모세가 자신에게 말하는 재능이 없다고 말하자 야훼는 그의 형인 아론이 그의 대변자가 되는 것을 허락한다. 열 가지 재앙이 있은 후, 모세는 이스라엘 자손을 이끌고 출애굽하여 홍해를 건넜고, 이후 시나이산에 근거지를 두고 있을 때 모세는 십계명을 받는다. 40년 동안 사막을 떠돌던 모세는 약속의 땅이 보이는 느보산에서 120세의 나이로 죽었다.

## 이름의 어원

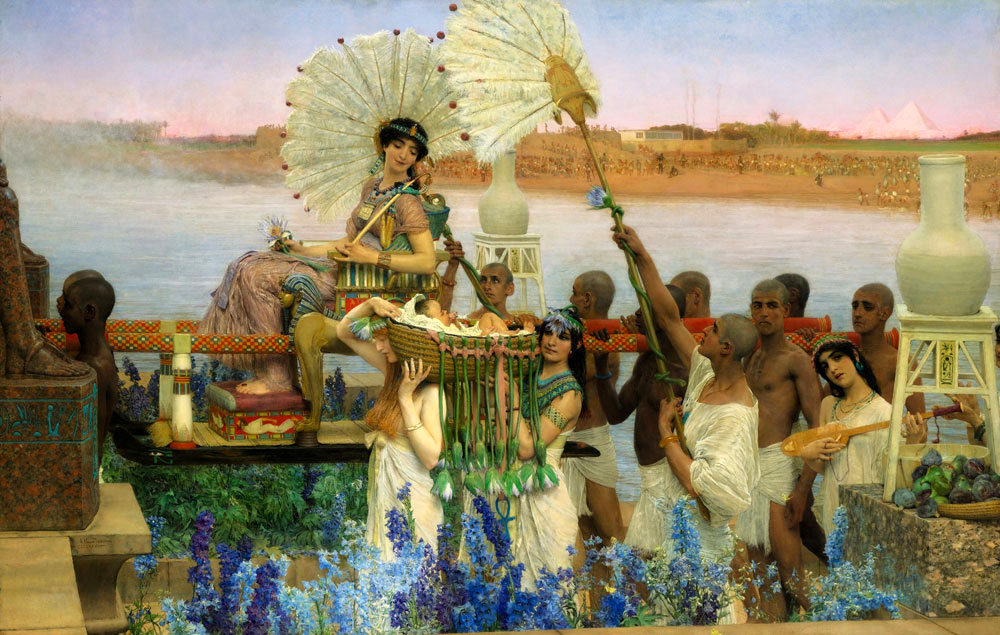
모세의 발견. 1904년. 로런스 알마타데마

모세 이름의 어원은 이집트어로 '~의 자식'라는 뜻의 msy로 본다. 파라오 중에는 신의 이름을 붙여 토트의 자식이라는 의미의 투트모세나 라의 자식이라는 의미의 람세스라는 이름을 가진 경우가 있다. 타나크에서 모세를 적는 방식에 기인해 물의 자식, 즉 나일강의 자식(mw-š)이라는 의미를 가진다는 의견도 제기되었다. 그러나 당대 m-š-h의 히브리어 발음과 msy의 이집트어 발음이 서로 닮지 않았다며 이집트 어원론 자체에 의문을 제기하는 학자도 존재한다.
출애굽기에서는 모세의 이름이 지어진 경위에 대해 설명한다. 파라오의 딸이 모세를 물에서 건져냈다며 '건져냄'(히브리어: מְשִׁיתִֽהוּ)의 히브리어에 따와 '모세'(히브리어: מֹשֶׁה)라 지었다는 것이다. 유대교에서는 '건져짐'이 아니라 '건져냄'이 그 어원임에 착안하여 이 이름이 모세가 후에 유대인을 이집트에서 탈출시킬 것을 미리 예지하는 이름으로 보기도 한다.
이를 모세의 이집트 어원을 히브리어 어원으로 교체하려는 시도로 보기도 한다. 필론과 요세푸스는 모세의 이름이 이집트어 기원을 가졌을 가능성을 제기했다. 필론은 모세의 이름이 콥트어로 '물'(μῶυ)에서 기원했을 수도 있다고 말한다. 중세 유대교 학자들은 어찌 파라오의 딸이 그 이름을 히브리어로 지을 수 있겠느냐고 의문을 제기한다. 파라오의 딸이 유대교로 개종했거나 요게벳이 그 이름을 짓는 데 관여했다고 보기도 한다.

## 역사성
역사학계에서는 전설속 인물로 간주하지만, 모세의 모티브가 된 인물이 기원전 13세기에 존재했을 가능성에 대해서는 진지하게 논의되고 있다. 유대교에서는 모세의 수명을 기원전 1391년~1271년으로 계산했고, 모세의 출생연도에 대해 히에로니무스는 기원전 1592년을, 제임스 어셔는 기원전 1571년을 제시했다.

모세의 탄생 이야기는 비천한 출신의 통치자에 대한 고대 근동 신화의 친숙한 모티프를 따르는데, 아카드의 사르곤의 탄생 설화로부터 파생된 것으로 추정된다.
대제사장인 나의 어머니가 잉태했다. 그녀가 나를 몰래 낳아
골풀 한 바구니에 담고 역청으로 내 뚜껑을 봉하여

나를 덮쳐 흐르는 강물에 나를 던졌다. 
모세가 이집트 감독을 살해한 후 미디안으로 피신한 이야기는 이집트에서 왕의 진노를 피해 시리아-가나안으로 도피하여 그곳에서 족장의 딸과 혼인하고 새로운 삶을 살다가 다시 이집트로 돌아온 시누헤의 일생에 대한 이야기인 고대 이집트의 시누헤 이야기에서 비롯된 것으로 추정된다.
모세의 이야기와 유사한 이야기는 사르곤의 탄생 설화와 시누헤 이야기 뿐이 아니다. 모압 왕 메사의 이야기 역시 출애굽기와 매우 유사하다. 모압 왕 메사라는 이름은 모세의 이름과 관련이 있다; 메사는 또한 출애굽과 정복 이야기와 관련이 있으며, 그에 관한 이야기의 몇 가지 모티브는 출애굽 이야기와 이스라엘이 모압과 전쟁을 벌인 이야기와 공유된다 (열왕기하 3장); 모세처럼 압제에 반항하는 모압 왕 메사는 모세가 이집트에서 했던 것처럼 그의 백성을 이스라엘 밖으로 인도하고 그의 맏아들은 출애굽기 이야기에서 이스라엘의 맏아들이 학살을 선고받은 것처럼 길하레셋 성벽에서 죽임을 당했다.

## 성경의 기록

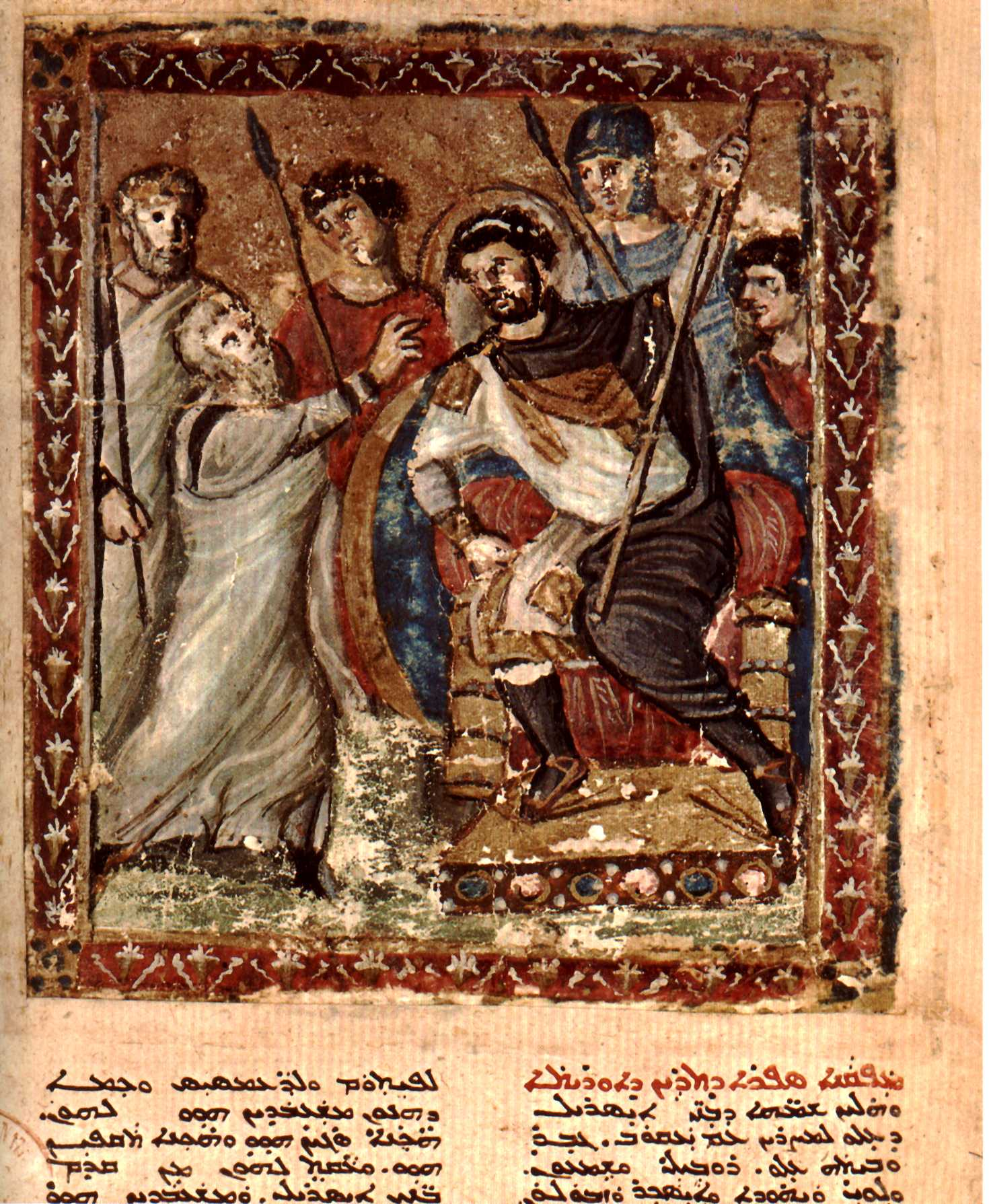
파라오 앞의 모세. 6세기경 시리아어 사본.

### 출생
요셉과 야곱 때에 이스라엘 자손이 고센 땅에 정착하였으나, 새로운 파라오가 일어나 이스라엘 자손을 억압하였다. 이 때에 모세는 레위와 함께 이집트에 들어간 그핫의 아들 아므람에게서 태어났다. 어머니는 요게벳으로, 그핫의 친족이다. 모세는 일곱 살 연상의 누나 미리암과 세 살 때 형 아론이 있었다. 당시 이스라엘 자손의 수가 파라오는 이스라엘 백성들의 인구가 줄지 않자, 히브리 산파(한 사람은 십브라였고 또 한 사람은 부아였다)들에게 새로 태어나는 남자아이들을 모두 죽이라고 명령한다. 그러나 산파들은 파라오가 하라는 대로 하지 않고 사내아이들을 살려주었고, 파라오가 그들을 꾸짖으면 '히브리 여인은 기운이 좋아 산파가 가기 전에 아기를 낳아 버린다.'며 둘러댔다.
그러자 파라오는 이집트의 군대에게 "히브리인들이 계집아이를 낳으면 살려두되 사내아이를 낳으면 모두 강물에 집어넣어라."라고 명령했다. 모세를 낳은 요게벳은 모세를 바구니에 넣고 강둑 옆에 숨겼는데 그 바구니가 파라오의 딸이 바구니를 발견한다. 숨어서 이 광경을 보던 누나 미리암의 제안으로 히브리인인 모세의 어미가 유모 일을 한다. 공주는 모세를 양자로 삼았고, 강에서 건진 아이라는 뜻으로 모세라고 이름도 지어주었다.이후 모세는 이집트 왕실에서 이집트인으로 자라게 된다.

### 미디안 생활
40세가 된 모세는 동족인 이스라엘 민족이 심한 노역을 당하는 모습을 보고는 감독을 죽였다. 이후 이집트와 가나안의 중간 지대인 미디안으로 피신한다. 망명자가 된 그는 미디안 종교의 사제인 이드로의 딸 십보라과 결혼한다.
미디안에서의 어느 날, 호렙산에서 하느님은 모세에게 불타는 덤불처럼 나타나서 모세에게 자신의 이름 YHWH(야훼)를 밝히고, 모세에게 이집트로 돌아가 선택한 백성인 이스라엘 자손을 데리고 약속의 땅 가나안으로 인도하라고 명령한다. 모세가 이집트로 돌아가는 동안 야훼가 모세를 죽이려 하자 십보라가 그의 목숨을 구하기도 한다. 모세는 이집트로 돌아가 야훼의 명령을 수행하였지만, 야훼는 파라오로 하여금 모세의 요청을 거부하게 한다. 이집트에 열 가지 재앙이 내린 후에야 파라오가 이스라엘 자손들을 보낸다. 모세는 이스라엘 자손을 이집트 국경으로 인도하였으나, 거기에서 야훼가 파라오의 마음을 다시 한번 완악하게 하여 이집트의 군대가 이스라엘 자손을 추격하고, 모세는 갈라진 홍해 사이로 백성들을 인도하여 결국 이집트 군대는 수장된다.

### 출애굽과 시나이 광야

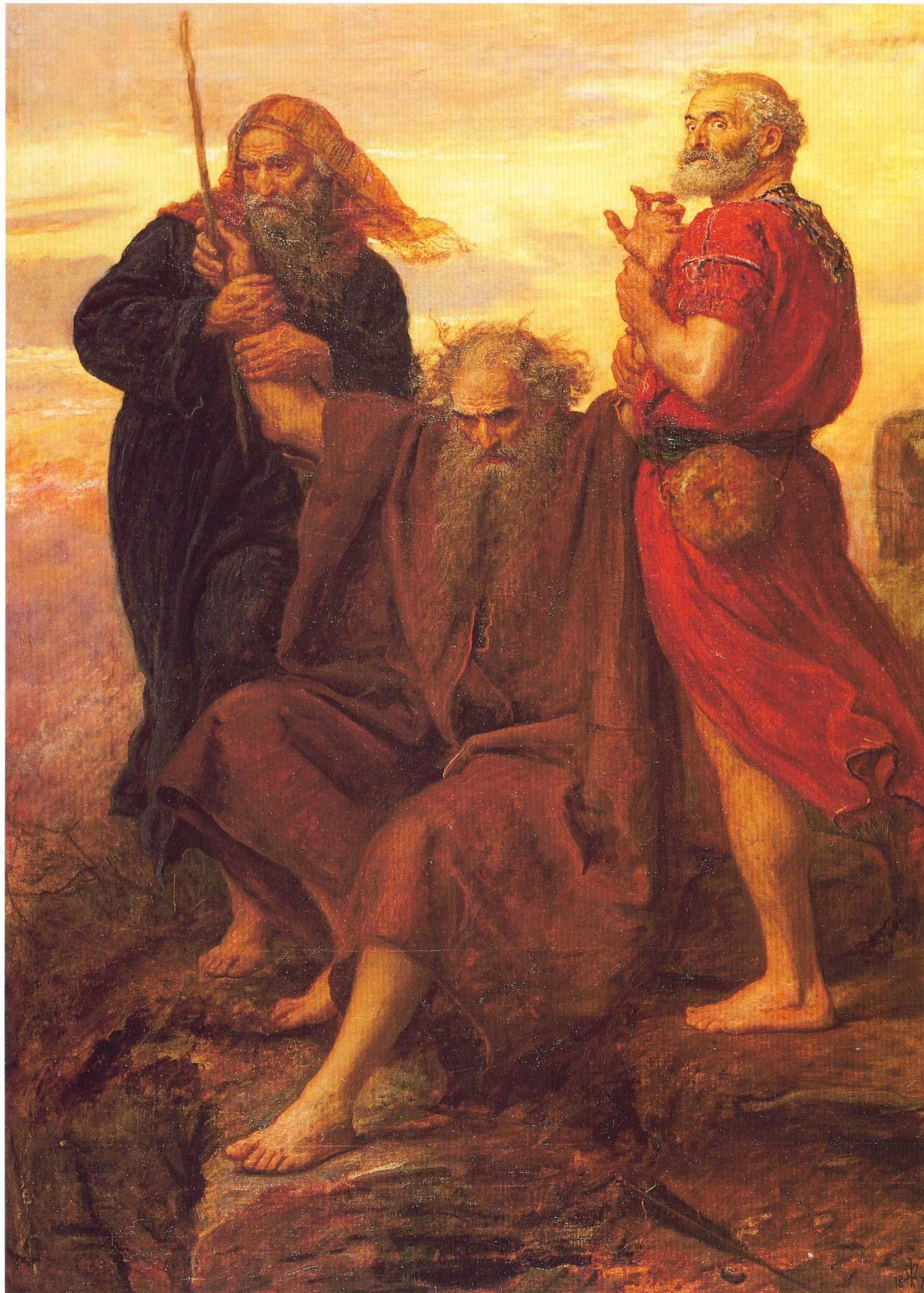
아말렉과의 전투를 지켜보는 모세. 아론과 훌이 좌우에서 모세를 잡아주고 있다.

이집트에서 탈출한 모세는 불평불만이 심한 백성들과 논쟁을 벌이며, 광야생활을 해야 했다. 르비딤에서 아말렉 족속을 무찌른 뒤에, 모세는 이스라엘 자손을 이끌고 시나이산으로 가서 돌판에 적힌 십계명을 받았다. 그러나 모세가 산에 오래 머물러 있었으므로, 백성들 가운데는 그가 죽었을까 두려워하여 금송아지 상을 만들어 숭배하여 하느님과 모세를 거역하고 노하게 하였다. 모세는 홧김에 십계명을 깨뜨리고, 그 뒤에 금송아지를 녹여 물에 타 우상 숭배자들에게 먹인 뒤 숭배하던 사람들을 제거하라고 명령했다.
십계명이 부수어졌으니 새로운 판에 십계명을 다시 받았다. 모세는 하나님의 율법을 이스라엘에 전하였고, 모세의 형 아론의 자식들이 제사장을 맡고 모세의 예배에서 벗어난 이스라엘 자손을 죽였다. 시나이에서의 마지막으로 모세에게 이스라엘과 함께 약속의 땅으로 여행할 이동식 성전인 성막을 만들라 명하였다.

### 바란 광야
모세는 이스라엘 자손을 시나이에서 가나안 국경의 바란광야로 인도하였다. 모세는 가나안에 들어가기 전에 각 지파당 한 명씩 총 열두 명의 정탐꾼을 선정하여 파견한다. 그들은 땅의 비옥함을 보여주는 과실을 가지고 돌아오지만, 거인이 살고있다는 정보도 가지고 온다. 이스라엘 백성들은 두려워하여 이집트로 돌아가고 싶어했고, 그중에는 모세와 야훼에 반역하는 자도 있었다. 모세는 이스라엘 자손에게 그들이 땅을 상속받을 자격이 없다고 말하였고 가나안 입국을 거부한 세대가 죽을 때까지 사십 년 동안 광야를 떠돌게 하였다. 레위의 자손 고라는 모세에 대한 반란을 이끈 죄로 처벌받았다.
사십 년이 지나자, 모세는 이스라엘 자손을 이끌고 사해를 동쪽으로 우회하여 에돔과 모압의 땅으로 갔다. 그곳에서 이스라엘 자손들은 우상숭배의 유혹에서 벗어나 요단 동편의 옥과 시혼의 땅을 정복하고, 예언자 발람을 통해 하느님의 축복을 받았다. 또한 이스라엘 자손들이 죄를 짓도록 유혹하는 미디안 사람들에 대한 학살도 벌인다. 모세는 약속된 땅에 들어가기 전에 죽을 것이라는 통지를 두 번 받았는데, 첫번째는 민수기 27장 13절에서 아바림산에 올라 약속의 땅을 바라보며 받은 계시고, 두번째는 민수기 31장 1절에서 미디안 사람들과의 싸움 전에 받은 것이다.
마지막으로 모세는 약속의 땅이 보이는 요단 강둑에서 이스라엘 백성들을 소집한다. 출애굽 여정을 회상한 뒤 모세는 이스라엘 자손이 이 땅에서 지키며 살아야 할 율법을 전하고, 찬양을 한 뒤 백성을 축복하고 여호수아에게 지도권을 넘긴다. 마지막으로 모세는 느보산에 올라 그 앞에 펼쳐진 약속의 땅을 바라보며 120살의 나이로 죽었다.

## 십계명
성서의 족보를 근거로 한 연대기상으로는 기원전 1406년경 또는 기원전 1446년경이지만, 출애굽 연대는 학자마다 견해가 다르다.
이집트에서 탈출한 모세와 이스라엘 민족은 40년간 사막을 여행하였으며, 시내산에서 십계명을 야훼로부터 받았다. 물론 모세가 받은 십계명은 처음부터 열 가지 계명으로 분류되어 있지 않았으므로 기독교 교파마다 계명의 분류가 다르다. 루터교와 로마 가톨릭에서 사용하는 십계명은 1계명과 2계명이 분리되어 있지 않지만, 성공회와 개신교에서 사용하는 십계명은 분리되어 있다. 후자는 1세기경 유대인 철학자 필론(필로)이 출애굽기 20장 1-17절을 처음으로 분류한 것이다. 전자는 5세기경 로마가톨릭교회의 신학자 아우구스티누스와 교부들이 수정한 것으로, "너는 무슨 우상이든지 숭배하지 말라"는 2계명을 1계명에 포함시키고, 10계명을 "남의 아내를 탐내지 마라"와 "남의 재물을 탐내지 마라"로 나누었다.

## 모세의 저작
모세는 전통적으로 모세오경 즉 창세기, 출애굽기, 레위기, 민수기, 신명기의 저자로 알려져있다. 하지만 신명기 34장에 그의 죽음에 대해 언급되어 있는것 등을 이유로 모세오경의 모세저작설을 부정하는 학자들이 있다. 그러나 신명기 1장 1절은 신명기의 저자가 모세임을 밝혀 주는 암시가 있다. 문서설에 따르면 신명기의 원저자는 모세이나, 모세가 죽은 후에 모세의 죽음에 대한 신명기의 기사를 모세의 후손들이 첨가했다는 주장이 제기된다.

## 같이 보기
- 구약성경
- 람세스 2세
- 출애굽기
- 십계(모세의 생애를 묘사한 영화, 1956년작, 찰턴 헤스턴 주연)
- 이집트 왕자(모세의 생애를 묘사한 애니메이션, 1998년작)
- 엑소더스 신들과 왕들(영화)(2014년작)